# Another Life (píseň)
„Another Life“ je píseň americké metalcorové skupiny Motionless in White z jejich pátého studiového alba Disguise z roku 2019. Napsali ji zpěvák Chris „Motionless“ Cerulli, Drew Fulk a Josh Strock. Produkoval ji sám Cerulli a producent Drew Fulk. Píseň byla vydána 21. ledna 2020 jako čtvrtý singl z alba.

## Videoklip
Videoklip k písni byl zveřejněn 4. prosince 2019 a o měsíc později se stal oficiálním singlem. Režíroval ho Max Moore.
Zobrazuje muže, který po rozchodu vzpomíná na nejlepší okamžiky se svou bývalou partnerkou. Hraje ho Stitch D ze skupiny The Defiled. Ženu hraje jeho skutečná manželka Nina Kate.

## Obsazení
- Chris "Motionless" Cerulli – zpěv
- Ryan Sitkowski – sólová kytara
- Ricky "Horror" Olson – rytmická kytara, doprovodné vokály, basová kytara
- Vinny Mauro – bicí, perkuse
- Justin Morrow – doprovodné vokály, basová kytara (pouze ve videoklipu)